# 瓦西里·马利什金
瓦西里·费多罗维奇·马利什金（Василий Фёдорович Малышкин，1896年12月26日—1946年8月1日）是一位第二次世界大战期间的苏军少将。他在莫斯科戰役中被俘后投靠纳粹德国，成为解放俄罗斯人民委员会的成员兼宣传员。在德国战败投降后，马利什金被美军俘虏，后者随后将其送交给苏方，最后马利什金因叛国罪被处决。